# Ха-махане ха-мамлахти
Ха-махане ха-мамлахти (ивр. המחנה הממלכתי‎, «Объединение государственников», «Государственный лагерь») — израильский политический альянс (избирательный блок), объединение партий «Кахоль-лаван» Бени Ганца и «Тиква Хадаша» Гидеона Саара, а также бывшего начальника генштаба Армии обороны Израиля Гади Айзенкота. Лидером блока стал Бени Ганц, на втором месте — Гидеон Саар. Альянс участвовал в выборах в кнессет в 2022 году.
Заявленная цель блока — создание правительства единства центристского толка. Лидеры альянса заявляли, что смогут решить политический кризис в Израиле, а также предотвратить угрозы превращения Израиля в двунациональное государство.
21 августа 2022 партии «Еш атид» и «Ха-махане ха-мамлахти» подписали соглашение об остаточных голосах.
7 июля 2025 блок прекратил существование 